# Заорилье
Заорилье (укр. Заорілля) — село, Михайловский сельский совет, Царичанский район, Днепропетровская область, Украина.
Код КОАТУУ — 1225683204. Население по переписи 2001 года составляло 36 человек.

## Географическое положение
Село Заорилье находится у административной границы Днепропетровской области с Полтавской областью, на правом берегу реки Мокрая Заплавка, которая через 2 км впадает в реку Орель, на противоположном берегу — село Червоная Орелька.